# Harold March
Pour les articles homonymes, voir March.
Harold March, dit Mush March, (né le 18 octobre 1908 à Silton, dans la province de la Saskatchewan au Canada — mort le 9 janvier 2002) est un joueur professionnel canadien de hockey sur glace qui évoluait au poste d'ailier droit.

## Biographie
March signe un contrat comme agent libre le 29 novembre 1928 avec les Black Hawks de Chicago. C'est avec cette équipe qu'il effectue la totalité de sa carrière professionnelle avant de prendre sa retraite en 1945.
Il remporte deux coupes Stanley avec les Black Hawks en 1934 et 1938. C'est lui qui donne la victoire à son équipe au cours de la deuxième prolongation du 4e match de la finale 1934 contre les Canadiens de Montréal.
En 1937, il participe au Match des étoiles de la LNH donné en l'honneur de Howie Morenz. Ce dernier est mort six mois plus tôt après des complications qui faisaient suite à une fracture de la jambe subie lors d'un match contre les Black Hawks.

## Statistiques
| Saison     | Équipe                 | Ligue          |     | Saison régulière | Saison régulière | Saison régulière | Saison régulière | Saison régulière |    | Séries éliminatoires | Séries éliminatoires | Séries éliminatoires | Séries éliminatoires | Séries éliminatoires |
| Saison     | Équipe                 | Ligue          | PJ  | B                | A                | Pts              | Pun              | PJ               | B  | A                    | Pts                  | Pun                  |                      |                      |
| 1925-1926  | Falcons de Régina      | LHJS-S         | 8   | 10               | 7                | 17               | 2                |                  |    |                      |                      |                      |                      |                      |
| 1926       | Falcons de Régina      | Coupe Memorial | 3   | 3                | 2                | 5                | 4                |                  |    |                      |                      |                      |                      |                      |
| 1926-1927  | Falcons de Régina      | LHJS-S         | 5   | 7                | 0                | 7                | 4                | 1                | 0  | 0                    | 0                    | 0                    |                      |                      |
| 1927-1928  | Monarchs de Régina     | LHJS-S         | 5   | 13               | 5                | 18               | 17               | 2                | 4  | 0                    | 4                    | 2                    |                      |                      |
| 1928       | Monarchs de Régina     | Coupe Memorial | 11  | 36               | 4                | 40               | 8                |                  |    |                      |                      |                      |                      |                      |
| 1928-1929  | Black Hawks de Chicago | LNH            | 35  | 3                | 3                | 6                | 6                |                  |    |                      |                      |                      |                      |                      |
| 1929-1930  | Black Hawks de Chicago | LNH            | 43  | 8                | 7                | 15               | 48               |                  |    |                      |                      |                      |                      |                      |
| 1930-1931  | Black Hawks de Chicago | LNH            | 44  | 11               | 6                | 17               | 36               | 9                | 3  | 1                    | 4                    | 11                   |                      |                      |
| 1931-1932  | Black Hawks de Chicago | LNH            | 48  | 12               | 10               | 22               | 59               | 2                | 0  | 0                    | 0                    | 2                    |                      |                      |
| 1932-1933  | Black Hawks de Chicago | LNH            | 48  | 9                | 11               | 20               | 38               |                  |    |                      |                      |                      |                      |                      |
| 1933-1934  | Black Hawks de Chicago | LNH            | 48  | 4                | 13               | 17               | 26               | 8                | 2  | 2                    | 4                    | 6                    |                      |                      |
| 1934-1935  | Black Hawks de Chicago | LNH            | 48  | 13               | 17               | 30               | 48               | 2                | 0  | 0                    | 0                    | 0                    |                      |                      |
| 1935-1936  | Black Hawks de Chicago | LNH            | 48  | 16               | 19               | 35               | 42               | 2                | 2  | 3                    | 5                    | 0                    |                      |                      |
| 1936-1937  | Black Hawks de Chicago | LNH            | 37  | 11               | 6                | 17               | 31               |                  |    |                      |                      |                      |                      |                      |
| 1937-1938  | Black Hawks de Chicago | LNH            | 41  | 11               | 17               | 28               | 16               | 9                | 2  | 4                    | 6                    | 12                   |                      |                      |
| 1938-1939  | Black Hawks de Chicago | LNH            | 46  | 10               | 11               | 21               | 29               |                  |    |                      |                      |                      |                      |                      |
| 1939-1940  | Black Hawks de Chicago | LNH            | 45  | 9                | 14               | 23               | 49               | 2                | 1  | 0                    | 1                    | 2                    |                      |                      |
| 1940-1941  | Black Hawks de Chicago | LNH            | 44  | 8                | 9                | 17               | 16               | 4                | 2  | 3                    | 5                    | 0                    |                      |                      |
| 1941-1942  | Black Hawks de Chicago | LNH            | 48  | 6                | 26               | 32               | 22               | 3                | 0  | 2                    | 2                    | 4                    |                      |                      |
| 1942-1943  | Black Hawks de Chicago | LNH            | 50  | 7                | 29               | 36               | 46               |                  |    |                      |                      |                      |                      |                      |
| 1943-1944  | Black Hawks de Chicago | LNH            | 48  | 10               | 27               | 37               | 16               | 4                | 0  | 0                    | 0                    | 4                    |                      |                      |
| 1944-1945  | Black Hawks de Chicago | LNH            | 38  | 5                | 5                | 10               | 12               |                  |    |                      |                      |                      |                      |                      |
| Totaux LNH | Totaux LNH             | Totaux LNH     | 759 | 153              | 230              | 383              | 540              | 45               | 12 | 15                   | 27                   | 4                    |                      |                      |